# Argenteuil-sur-Armançon
Argenteuil-sur-Armançon – miejscowość i gmina we Francji, w regionie Burgundia-Franche-Comté, w departamencie Yonne.
Według danych na rok 1990 gminę zamieszkiwały 274 osoby, a gęstość zaludnienia wynosiła 9 osób/km² (wśród 2044 gmin Burgundii Argenteuil-sur-Armançon plasuje się na 639. miejscu pod względem liczby ludności, natomiast pod względem powierzchni na miejscu 173.).